# Jules Chéret
Jules Chéret, född 31 maj 1836 i Paris, död 23 september 1932 i Nice, var en fransk målare och grafiker. Han var specialist på färglitografier.
Jules Chéret grundade och förestod 1866–81 ett tryckeri i Paris med litograferade reklamplakat i flera färger som specialitet och inledde därmed tillsammans med Henri Toulouse-Lautrec en ny tid för den konstnärliga affischen och för modern affischkonst. Chéres reklamblad för teatrar, litterära nyheter eller för affärsvärlden utmärker sig för raffinerad elegans, kolorit och originalitet. Senare ägnade sig Chéret åt dekorativa uppgifter bland annat för Hôtel de ville, liksom åt utkast till gobelänger och heminredningar.
Musée des beaux arts Jules-Chéret i Nice är namngivet efter honom. Museet har en betydande samling av hans affischer.

## Bildgalleri

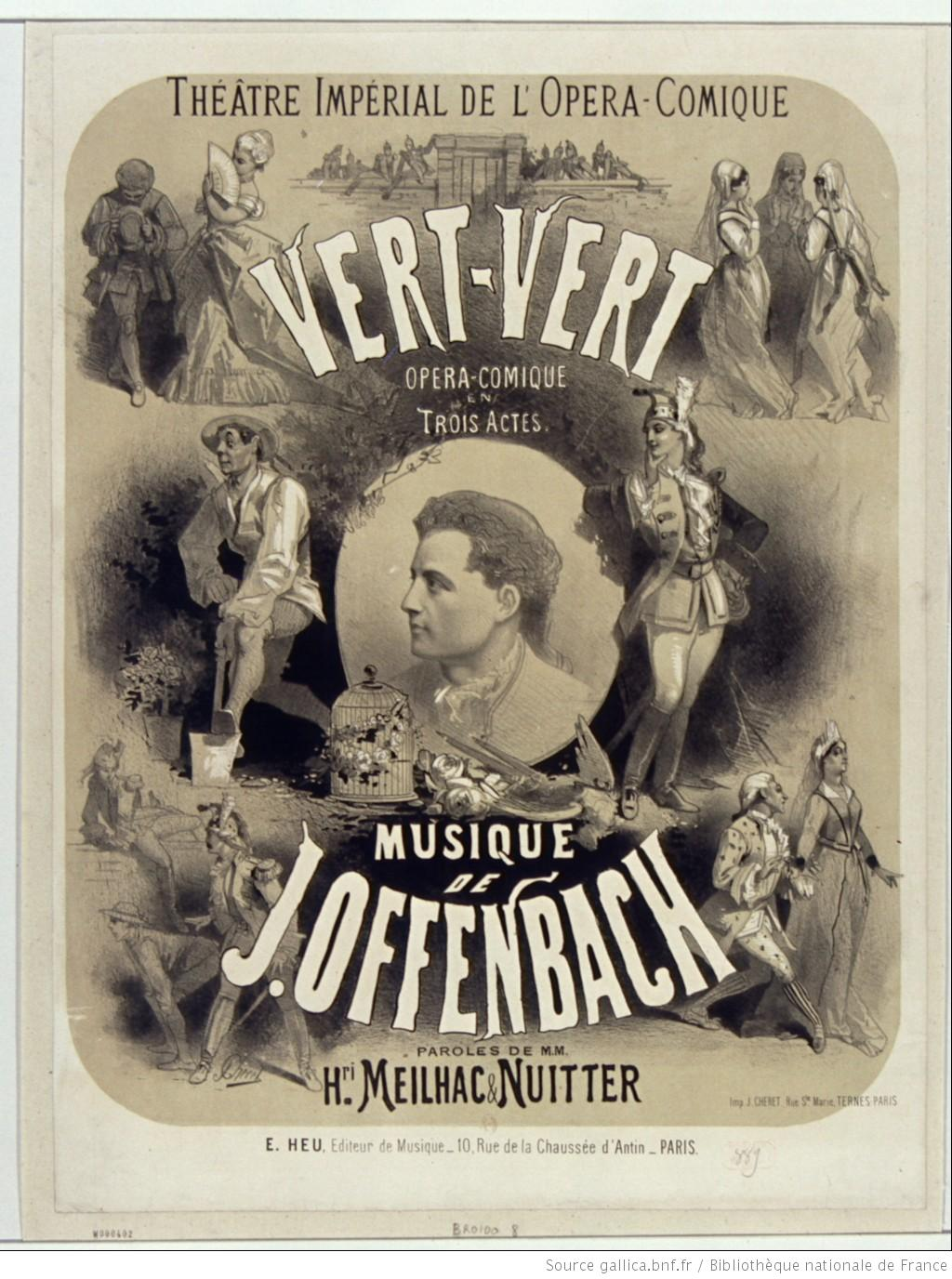
Affisch för operan Vert-Vert av  Jacques Offenbach (1869)
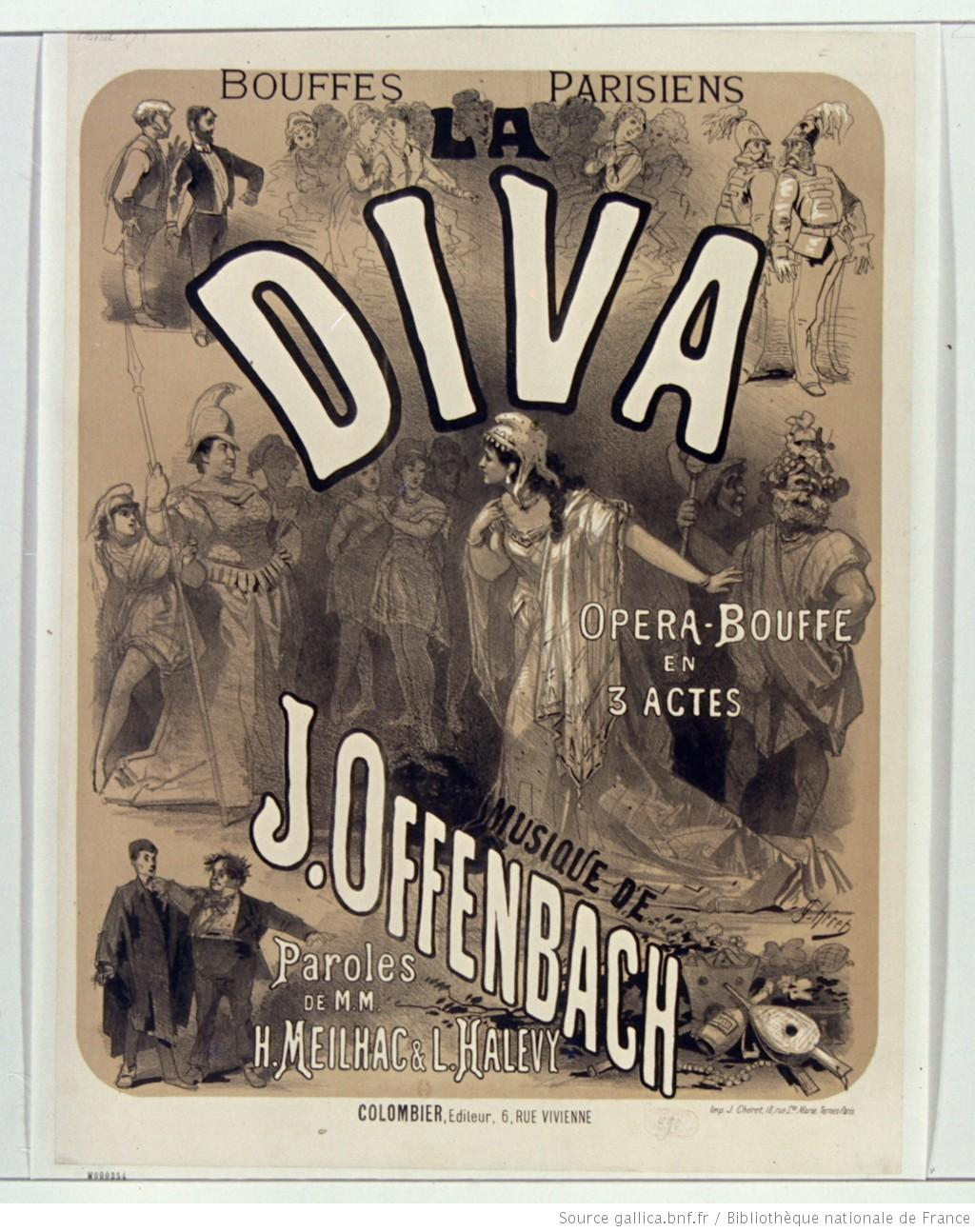
Affisch för La Diva av Jacques Offenbach (1869)
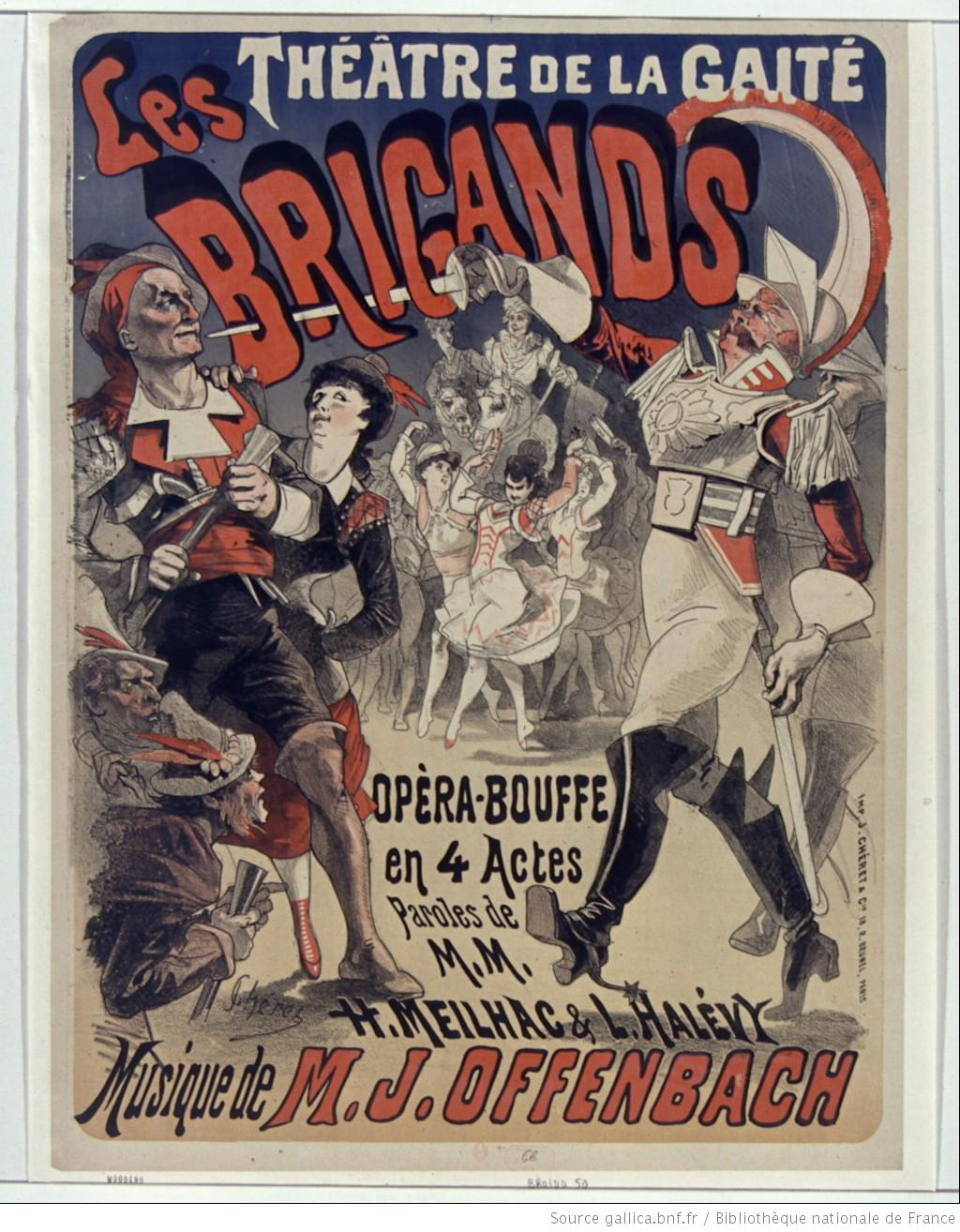
Affisch för den andra versionen av Les Brigands av Jacques Offenbach (1878)
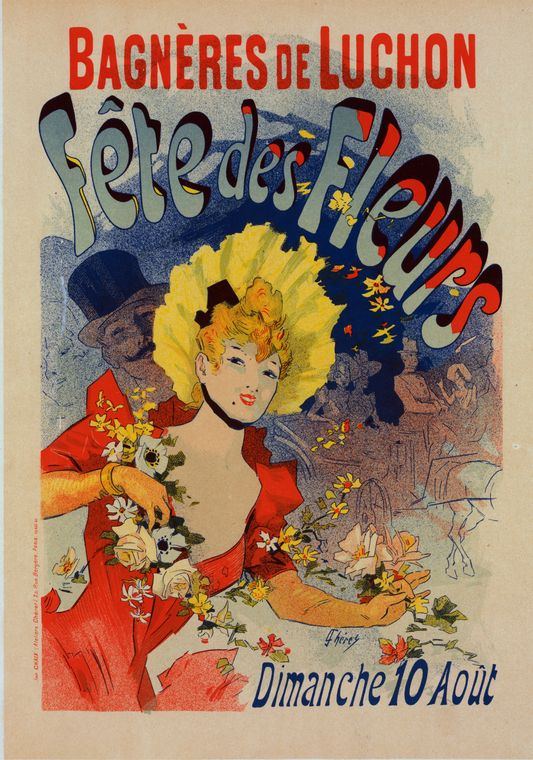
Fête des fleurs à Bagnères-de-Luchon (1890)
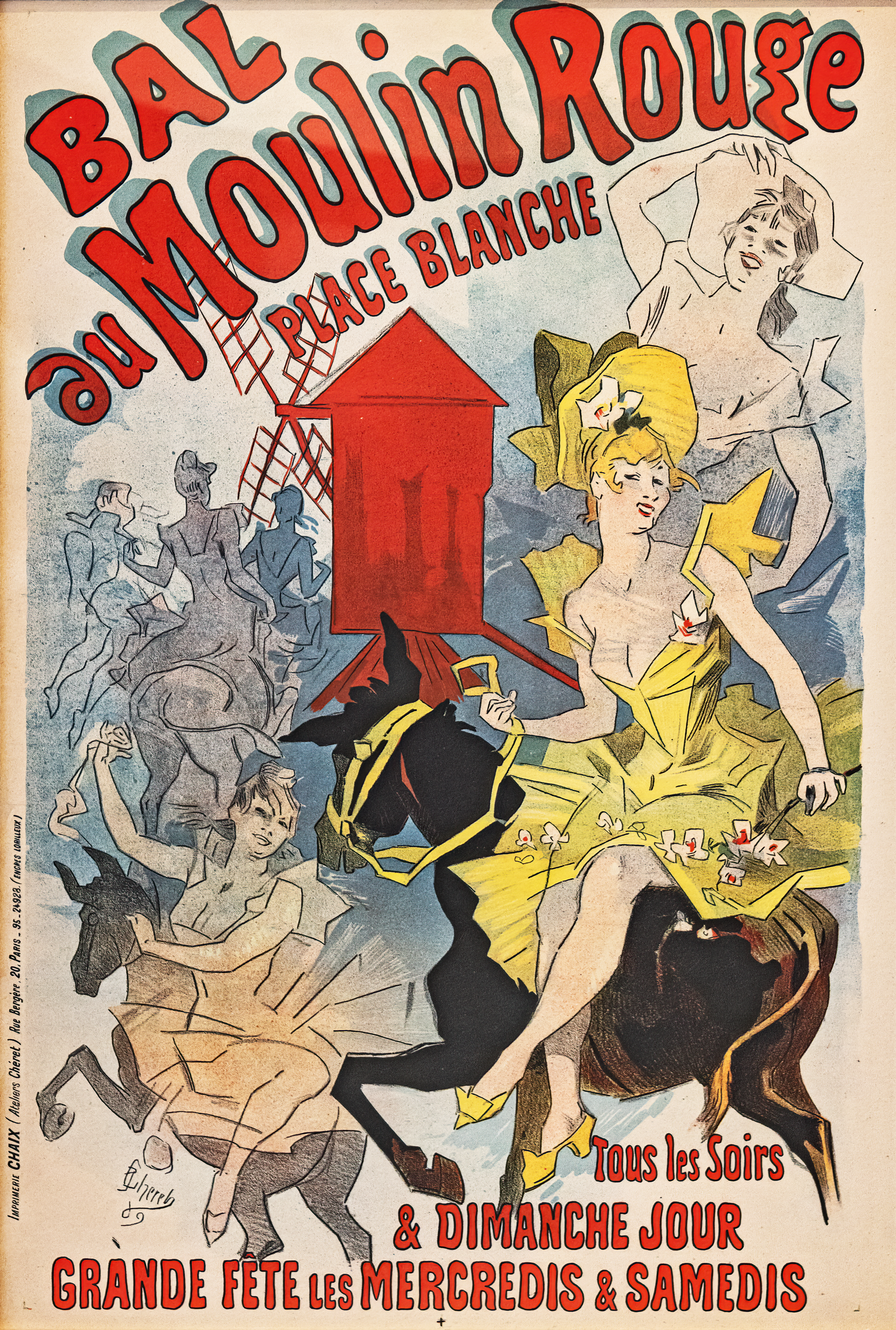
Bal au Moulin rouge (1889)
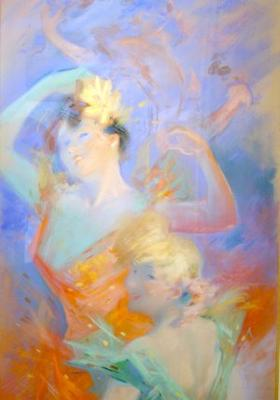
Danseuses aux tambourins från omkring 1890
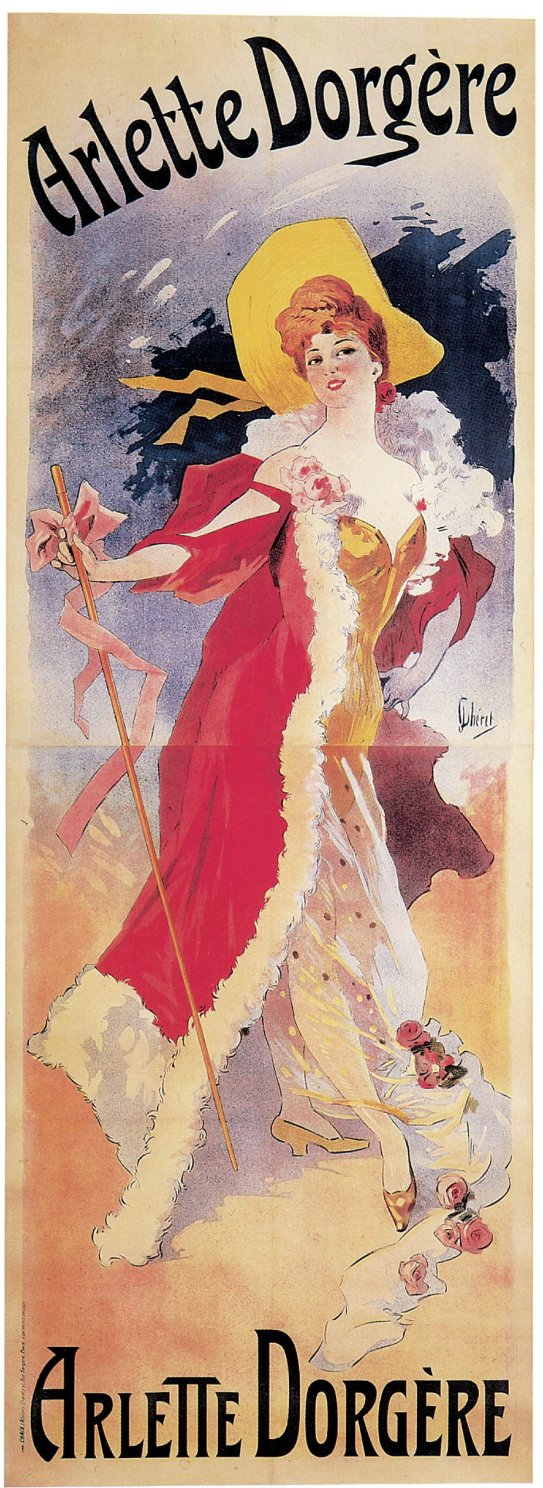
Arlette Dorgère
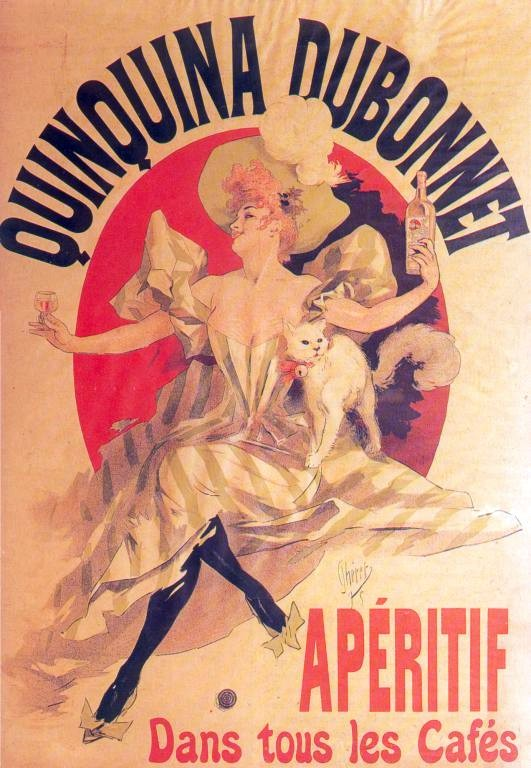
Quinquina Dubonnet (1895)
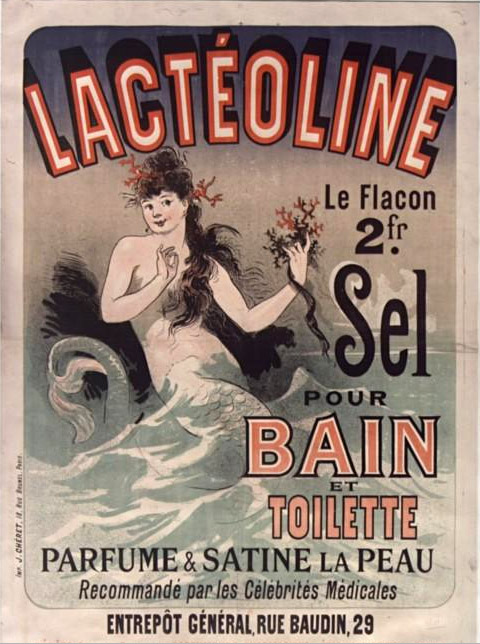
Annons för badsaltet Lactéoline (1881)
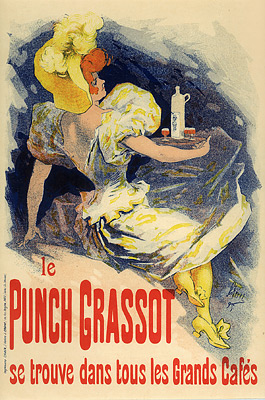
Annons för punchmärket Grassot (1896–1900)
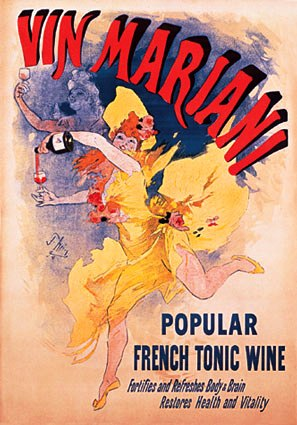
En affisch från 1894 av Jules Chéret fångar känslan av La Belle Époque.